# Drengot Quarrel
La casata dei Drengot (anche noti come Drengot di Quarrel, dal poleonimo francese de Quarrel) è una famiglia normanna protagonista delle vicende storiche della Campania e della Basilicata. I capostipiti della famiglia giunsero in Italia (1016 circa) e si posero al servizio dei principi longobardi del Mezzogiorno.

## Arma di Casa Drengot
Un crescente di luna in campo azzurro con tre stelle in capo.

## Origini
La famiglia Drengot era originaria di Carreaux, vicino Avesnes-en-Bray, a est di Rouen; o Quarrelis o Quadrellis, la forma latina medievale di Carreaux, "de Quarrel". Secondo altre fonti, i Drengot provenivano da Alençon.
Il cognome sarebbe di origine scandinava: la parola Drengot deriverebbe da l'antico norreno DRENG (nome Drengr, DrængR, Drengi) "uomo giovane, uomo di valore" + suffisso romanzo -ot. Altri testi di storia danese testimonierebbero l'origine scandinava dei Drengot, passati attraverso la Francia per giungere in Italia.
I primi membri conosciuti della famiglia sono cinque fratelli: il primogenito Rainulfo, Gilberto Buatère, Asclettino, Rodolfo e Osmondo. Quest'ultimo, nelle vicinanze di Rouen, avrebbe ucciso William Repostel, vicino al duca Riccardo II di Normandia, per questioni di onore personale. Con l'accusa di tale assassinio, nel 1017 Osmondo fu bandito dal regno, e tutti i fratelli Drengot lo accompagnarono (insieme ad una masnada di 250 guerrieri composta da altri esiliati, militari senza terra e avventurieri simili) in un pellegrinaggio a Monte Sant'Angelo sul Gargano, al santuario dell'arcangelo-soldato Michele. Alcune fonti affermano che i guerrieri Normanni fecero una tappa anche a Roma per incontrare papa Benedetto VIII.
Le fonti divergono sul capo della compagnia di ventura: Orderico Vitale e Guglielmo di Jumièges dicono che fosse Osmondo. Per Rodolfo il Glabro era Rodolfo. Leone Ostiense, Amato di Montecassino e Ademaro di Chabannes nominano invece Gilberto Buatère: infatti la maggior parte delle cronache dell'Italia meridionale indicano in Gilberto il capo normanno nella battaglia di Canne del 1º ottobre 1018.

## I primi successi: le contee di Ariano e Aversa
Probabilmente vennero presto a contatto con i principi longobardi del sud Italia, in particolare con Guaimario III di Salerno e con Pandolfo IV di Capua, ai quali essi prestarono i loro servigi come mercenari (inizialmente forse come scorte armate nel cammino di pellegrinaggio verso il santuario del Gargano). Determinante fu l'incontro con Melo di Bari, che nel 1017 si era posto alla guida di una seconda insurrezione antibizantina in Puglia. I normanni, ingaggiati come mercenari, registrarono alcune vittorie iniziali, ma furono sbaragliati a Canne nel 1018 dal catapano bizantino Basilio Boioannes: le truppe furono decimate e il loro capo, Gilberto, cadde in battaglia (secondo un'altra versione eliminato dopo la battaglia dal fratello Rainulfo, che ne prese il posto). I superstiti della banda trovarono comunque rifugio ad Ariano, sull'Appennino campano, sede di un'importante contea longobarda; qui, nel giro di qualche anno, riuscirono a usurpare il potere, tanto che la contea normanna di Ariano venne formalmente riconosciuta dall'imperatore Enrico II di Franconia già nel 1022.
In seguito Rainulfo emerse come capo indiscusso delle rimanenti milizie normanne, che si ritirarono dalla Puglia in Campania. Qui, secondo Amato di Montecassino, si ritrovarono senza alleati e circondati da nemici, ma sarebbero riusciti a trarre vantaggio dalle forti rivalità che dividevano gli indisciplinati principi longobardi. Nel 1029 Rainulfo offrì il suo sostegno al duca di Napoli, Sergio IV, contro Pandolfo di Capua. Il duca poté così riprendere il potere nella sua città e, in segno di gratitudine, diede a Rainulfo non solo sua sorella in sposa, ma anche il feudo di Aversa.
Rainulfo immediatamente prese a fortificare la cittadina; nacque così, secondo alcune fonti, il primo stato normanno in Italia (1030), sebbene il titolo comitale di Aversa gli fosse riconosciuto e confermato soltanto nel 1037 dall'imperatore Corrado II. Dopo aver sconfitto in battaglia i Bizantini nel 1038, Rainulfo si dichiarò principe, formalizzando la propria indipendenza da Napoli e dai suoi precedenti alleati longobardi. Conquistò alcuni territori del principato di Capua e con l'approvazione di Corrado li unì al dominio, costituendo così l'entità politica più vasta di tutto il Mezzogiorno d'Italia.
Successivamente, ad Asclettino, che aveva partecipato con successo alle battaglie con le quali gli Altavilla si erano impossessati di ampi territori in Puglia, fu riconosciuta la contea di Acerenza nella spartizione tra i dodici capi normanni fatta a Melfi nel 1042.
Nel 1045, alla morte di Rainulfo, il figlio Roberto fu signore di Avellino, da Roberto di Avellino, discese Gilberto che ebbe la Baronia di Solofra, i discendenti di Gilberto (Ghilbert), assunsero il cognome Giliberto (i Giliberti di Solofra rimasero l'unico ramo superstite dei Drengot successivamente estinto in Casa Quaranta, mentre invece la contea di Aversa passò al nipote Asclettino II, figlio di Asclettino I conte di Acerenza.
Asclettino II morì senza figli (1046) e la Contea fu assegnata da Guaimario IV, principe di Salerno, a Rodolfo Cappello, scatenando così una contesa con gli altri membri della famiglia Drengot: Riccardo, fratello di Asclettino II,  combatté a fianco del cugino Rainulfo II Trincanotte, figlio di Rodolfo Drengot, contro Rodolfo Cappello, ma furono sconfitti e imprigionati; in seguito Riccardo venne liberato e riuscì infine a divenire il tutore del conte Ermanno (1049), figlio del Trincanotte, al quale poi successe come quinto conte di Aversa.

## Il dominio a Capua
Nel 1058 la famiglia Drengot riuscì ad impossessarsi anche del Principato di Capua. Nel 1057, Pandolfo VI morì e Riccardo I di Aversa immediatamente assediò la città di Capua che capitolò l'anno successivo.
Nel febbraio 1059, Ildebrando di Soana, il futuro papa Gregorio VII, si recò a Capua per ottenere l'appoggio alla riforma di papa Niccolò II contro l'antipapa Benedetto X mentre Riccardo assediava Benedetto a Galeria.

## Gli accordi di Melfi
Niccolò II si recava, quindi, nella città di Melfi per tre importanti atti che portarono Riccardo al titolo ufficiale di Principe di Capua: tra le parti, infatti, stipulava in giugno 1059 il Trattato di Melfi, poi il Pontefice celebrava dal 3 agosto al 25 agosto 1059 il Concilio di Melfi I ed infine sottoscriveva il 23 agosto 1059 il Concordato di Melfi, dove egli confermava Riccardo conte di Aversa e principe di Capua e Roberto il Guiscardo duca di Apulia, Calabria e Sicilia. Riccardo giurava fedeltà al papato e il rispetto per il territorio papale, impegnandosi a restituire alla Chiesa romana tutto il Mezzogiorno d'Italia.
Papa Alessandro II, salito al soglio di Pietro (ottobre 1061) anche grazie al sostegno armato di Riccardo, confermò l'investitura ai nuovi signori Normanni.
Riccardo, assunse il titolo di principe, ma fino al 1062 lasciò formalmente il dominio nelle mani di Landolfo VIII, figlio di Pandolfo.  Nel 1062 Riccardo inviava suo figlio Giordano per togliere Gaeta a Atenolfo II.

## Famiglia Carrelli e casate derivate
Dai Quarrel discesero le famiglie Carrelli o Carelli, di cui un ramo assunse per sostituzione la casata Mascambruno, De Raho (originata da Rahulfo IV Conte di Aversa, Conte di B. Arcangelo, discendente dal guerriero Rahinulfo Quarrel, Principe de Vagavan, capitano dei Normanni e fondatore di Aversa), Gargano (dai Signori del Monte Gargano), Avella e Franchi (dai Conti di Avella).

## Rapporti con la Famiglia Altavilla
I Drengot si trovarono opposti agli Altavilla durante l'insurrezione dei baroni del 1071. Il Guiscardo si riappacificò poi con Riccardo, ma entrambi furono scomunicati quando si posero su posizioni filoimperiali nella lotta per le investiture.
Con la morte di Riccardo di Aversa cominciò il declino della famiglia Drengot a vantaggio degli Altavilla che si imposero come i protagonisti della conquista del meridione d'Italia contro bizantini e arabi.
Nel 1092 i Drengot furono espulsi da Capua dagli abitanti longobardi; riuscirono a ristabilirvisi nel 1098, ma il declino della famiglia era ormai irreversibile. Roberto II di Capua, alleatosi con Rainulfo di Alife, entrò in conflitto col re Ruggero II di Sicilia con alterne vicende, ma perse il dominio nel 1135 e con la sua morte nel 1156 la dinastia si concluse.

## Genealogia
- A1 Gilberto (o Gisilberto) detto Buater (m. 1018)
- A2 Rainulfo Drengot I, 1º conte di Aversa (1030-1045); sposa Sichelgaita dei duchi di Napoli; poi la figlia del duca di Amalfi; m. senza figli
- A3 Asclettino I Drengot de Quadrellis, 1º conte di Acerenza
  - B1 Asclettino II Drengot, Comes iuvenis, 2º conte di Aversa (1045-1046), m. senza figli
  - B2 Matilda, sposa Umfredo di Altavilla
  - B3 Rainulfo II Drengot, signore di Alife e Caiazzo sposa Emma filia quondam Ioffrit Normannus
    - C1 Ioscelino
    - C2 Guglielmo
    - C3 Roberto, 1º conte di Alife e Caiazzo (1086-1115), signore di Avellino, sposa Gaitelgrima
      - D1 Rainulfo III, 2º conte di Alife e Caiazzo (1108-1139) e duca di Puglia (1137-1139), sposa Matilde d'Altavilla
        - E1 Roberto
        - E 2 Adelicia che sposa Rainaldo dell'Aquila, Conte di Avenel, Principe di Biards
        - F1 Adamo dell'Aquila che sposa una figlia del Re Ruggero
        - F 2 Matilde dell'Aquila, Drengot ed Altavilla, che sposa Costantino II Paternò, Conte di Butera e Conte di Maratona

      - D2 Riccardo di Raviscanina, (c.1100 – c.1155)
        - E1 Andrea di Raviscanina

      - D3 Gilberto, signore di Solofra, capostipite dei Giliberti baroni di Celenza Valfortore.
      - D4 Gaitelgrima, sposa Guglielmo II di Puglia

  - B4 Riccardo I, 5º conte di Aversa (1049-1078) e 1º principe of Capua (1058-1078); sposa Fredesenda, figlia di Tancredi d'Altavilla
    - C1 Limpiasa, sposa Sergio IV duca di Napoli
    - C2 una figlia, sposa il figlio del duca di Gaeta
    - C3 una figlia sposa Guglielmo di Montreuil
    - C4 Giordano I, 2º principe di Capua (1078-1090) e 6º conte di Aversa; sposa Gaitelgrima dei principi di Salerno
      - D1 Maria, contessa di Nocera, sposa Ruggero Borsa d'Altavilla
      - D2 Riccardo II, 3º principe di Capua (1090-1106) e 7º conte di Aversa
      - D3 Roberto I, 4º principe di Capua (1106-1120) e 8º conte di Aversa
        - E1 Riccardo III, 5º principe di Capua (1120) e 9º conte di Aversa

      - D4 Giordano II, 6º principe di Capua (1120-1127) e 10º conte di Aversa
        - E1 Roberto II, 7º principe di Capua (1127-1156) e 11º conte di Aversa, sposa Sabia[8]
          - F1 Roberto
          - F2 Giordano, sebasto bizantino

    - C5 Gionata, conte di Carinola (m. 1094)
    - C6 Gradilone, signore di Trevico (m. 1079)

  - B5 Roberto, conte di Vieste e Lucera
    - C1 Enrico, signore di Lucera e conte di Monte Sant'Angelo
    - C2 Alessandro
    - C3 Drogone
    - C4 Uberto[Citazione necessaria]
- A4 Osmondo Drengotus e Drengot
  - B1 Rainulfo II Trincanotte, 3º conte di Aversa (1047-1048)
    - C1 Ermanno, 4º conte di Aversa sotto tutorato (1048-1049)

  - B2 Raul Trincanote
    - C1 Ioscelino
    - C2 Guglielmo Trincanote (m. 1082)
      - D1 Ruggiero, signore di Eboli
      - D2 Roberto, signore di Eboli
      - D3 Rainulfo

  - B2 Gilberto, signore di Roccapiemonte
- A5 Rodolfo (o Radulfo o Raul)